# Agustín Marchesín
Agustín Federico Marchesín (San Cayetano, Buenos Aires; 16 de marzo de 1988) es un futbolista argentino que juega como arquero en el Club Atlético Boca Juniors de la Primera División de Argentina. Fue internacional con la selección de Argentina.

## Trayectoria

### Huracán de Tres Arroyos
A los cuatro años empezó a jugar en el Club Sportivo San Cayetano; hasta los 13 años jugaba como delantero, pero un día el arquero del equipo faltó y desde allí Marchesín comenzó a jugar en esa posición. Un tiempo después surgió la oportunidad de jugar con las divisiones inferiores del Club Atlético Huracán de Tres Arroyos. Enseguida de su llegada al equipo, se disputó en Mar del Plata el tradicional torneo de fútbol infantil conocido como el “Mundialito de Mar del Plata”. Eduardo Anzarda, que era el técnico del equipo de primera división, observó a Marchesín y un año después lo llevó a la pretemporada con el primer equipo, logrando poco tiempo después la convocatoria a la selección juvenil de Argentina, en donde conoció a Ubaldo Fillol. En el segundo semestre del 2005 subió al primer equipo de Huracán, cuando este descendió a la Primera B Nacional. Se mantuvo durante dos temporadas en el club y entonces fue buscado por varios equipos argentinos como Boca Juniors, Lanús y Banfield.

### Club Atlético Lanús
Finalmente se decidió por Lanús. Formó parte del plantel campeón del Torneo Apertura 2007. Se mantuvo durante casi dos años en las inferiores del club hasta que el 1 de marzo de 2009, durante el desarrollo del Torneo Clausura, debutó durante la gestión de Luis Zubeldía, en la victoria de su equipo ante Gimnasia de Jujuy por marcador de 2-0. El 29 de abril disputó su primer partido internacional en la Copa Libertadores 2009, en el empate a un gol contra el Caracas Fútbol Club. En el Torneo Apertura, cuando se jugaba la séptima fecha del campeonato, Mauricio Caranta sufrió una lesión en su hombro izquierdo al minuto 16 del segundo tiempo y seis minutos más tarde Marchesín ingresó en su lugar. A partir de la lesión de Caranta, Marchesín se hizo con la titularidad del equipo. A finales del 2011, equipos europeos como el Manchester City e Inter de Milán se interesaron en obtener su pase, quedando esto solo como rumores. Logró los subcampeonatos de los torneos Clausura 2011 e Inicial 2013. El 11 de diciembre de 2013 se consagró campeón de la Copa Sudamericana 2013, al derrotar 3-1 en el marcador global a Ponte Preta. Obtuvo el subcampeonato de la Recopa Sudamericana 2014 cuando su equipo fue derrotado por el Clube Atlético Mineiro en la prórroga, luego de obtener la victoria en Brasil.

### Club Santos Laguna
El 11 de diciembre de 2014 se anunció su traspaso al Club Santos Laguna de México junto con su compañero de equipo, Diego Hernán González. En su primer torneo llegó a la final y logró el campeonato del Torneo Clausura 2015 al derrotar a Querétaro en la final por marcador global de 5-3. Fue elegido el mejor jugador del torneo, y además formó parte del once ideal.
El 7 de agosto de 2016, en un encuentro ante Puebla, Marchesín sufrió una lesión en uno de sus dedos al minuto 85 y al no haber más cambios y negarse a salir de la cancha, terminó jugando como delantero.

### Club de Fútbol América
El 2 de diciembre de 2016, el Santos Laguna anuncia su traspaso al América. Su debut se da el 16 de enero, y aunque su equipo perdió ante el Toluca, Marchesin tuvo una destacada actuación con varias atajadas y un penal detenido. El 16 de diciembre de 2018 logra el título de Apertura 2018 con las águilas ante Cruz azul.

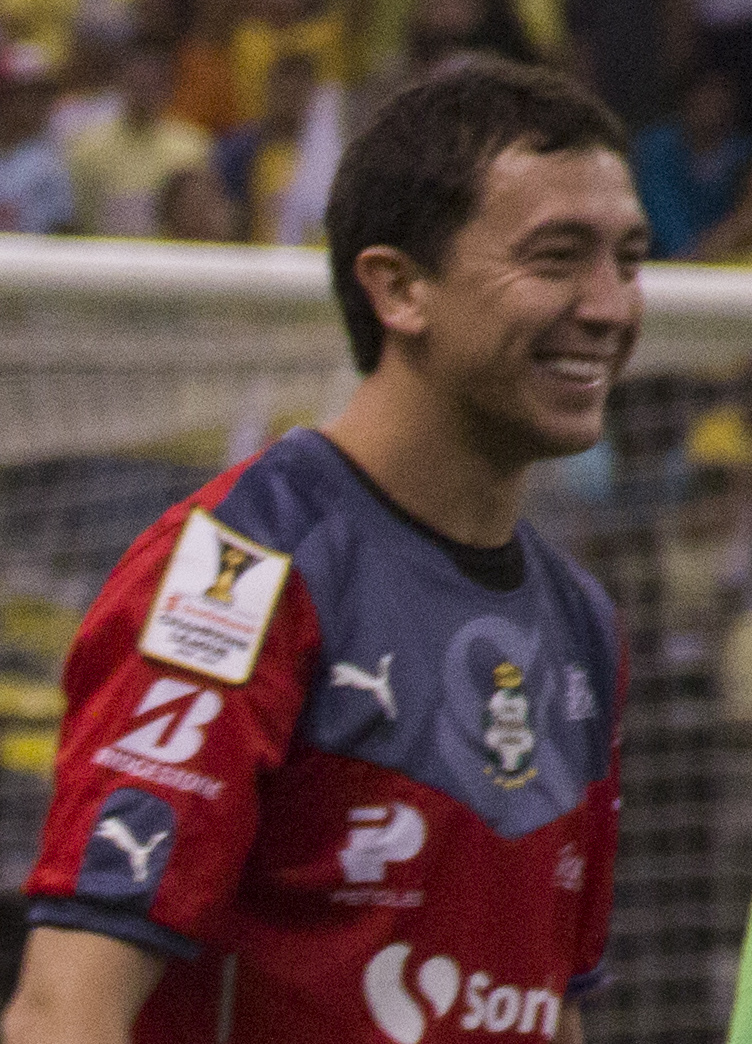
Marchesín en un partido de la Liga de Campeones de la Concacaf.

En total el argentino disputó 130 partidos oficiales con los azulcremas y conquistó tres títulos: el Apertura 2018, Copa MX en el torneo Clausura 2019 y Campeón de Campeones 2018-19, en este último torneo se convirtió en el héroe tras atajar 2 penales y convertir penal del triunfo terminando con la racha de 3 títulos consecutivos de Tigres UANL. También fue distinguido con el Balón de Oro 2019 al mejor portero del año en la Liga.

### Fútbol Club Porto
El 31 de julio de 2019 se oficializó la marcha de Marchesín del América para ser nuevo jugador del Fútbol Club Oporto. El club azulcrema emitió un comunicado haciendo oficial la transferencia en venta definitiva. Debutó con el club portugués en un partido con triunfo frente a FC Krasnodar por 1 a 0 como visitante, en el marco de la tercera ronda preliminar de la Liga de Campeones de la UEFA 2019-20. Hizo su debut en la Primeira Liga donde demostró sus dotes en la portería, el arquero argentino se lució con una doble atajada en el primer tiempo, aunque no pudo evitar que su equipo caiga ante Gil Vicente por 2 a 1 en el primer partido.

### Real Club Celta de Vigo
El 1 de agosto de 2022, el R. C. Celta de Vigo anunció que había llegado con el equipo portugués a un principio de acuerdo para su traspaso. Este se completó al día siguiente y firmó por dos años más un tercero opcional.

### Grêmio
El 10 de enero de 2024, se hizo oficial la llegada de Marchesín a Grêmio, quien buscaba minutos luego de no ser tenido en cuenta en el Celta de Vigo. En el club brasilero disputó 47 partidos y logró 16 vallas invictas.

### Boca Juniors
El 22 de enero de 2025, Boca Juniors adquirió los servicios del arquero por USD $1.500.000 con un contrato de dos años con una posible extensión a uno más. El guardameta describió su compra como "un sueño" y también que luchó mucho para llegar al Xeneize. Fue presentado el 30 de enero por Juan Román Riquelme en conferencia de prensa y se le otorgó el dorsal 25.

## Selección nacional

### Categorías inferiores
En el año 2009 fue convocado por Sergio Batista para disputar el Torneo Esperanzas de Toulon de 2009 con la selección de fútbol sub-21 de Argentina. Participó en las victorias contra Países Bajos (4:0) y Egipto (3:2); en la derrota ante Francia en semifinales (1:1 (3:1 por penales)) y en la victoria en el partido por el tercer lugar ante Países Bajos de nueva cuenta (1:0). Estuvo en el banco de suplentes en el partido ante Emiratos Árabes Unidos que terminó empatado (1:1).

### Selección absoluta
Su primera convocatoria a la selección argentina llegó el 20 de agosto de 2010. Aquel día, el entrenador Sergio Batista lo citó como tercer arquero para enfrentar a España el 7 de septiembre en el Estadio Monumental. El partido finalizó con un recordado triunfo de la albiceleste por 4-1, aunque Marchesín no logró debutar en el encuentro. Debutó el 16 de marzo de 2011, en un partido amistoso ante Venezuela, entrando en el segundo tiempo por Javier García, donde Marchesín no recibió ningún gol.
Tres años después, Gerardo Martino lo convocó a una gira por Asia en donde el seleccionado argentino se enfrentó a Brasil y Hong Kong. Tuvo participación en la encuentro ante Hong Kong, donde Argentina lograría marcar 7 goles al conjunto asiático, entrando en el complemento por Nahuel Guzmán. El 11 de mayo de 2015, Martino dio a conocer la lista preliminar de jugadores que disputarían la Copa América 2015, en la cual aparecía Marchesín, pero, el 27 del mismo mes se anunció la lista definitiva, en donde Marchesín fue descartado. El 22 de junio, sin embargo, fue citado de urgencia por el conjunto celeste y blanco para integrarse a la Copa América debido a una lesión de Mariano Andújar. En la competencia, Marchesin no disputó ningún encuentro, y Argentina terminó subcampeón al perder la final ante el anfitrión Chile.

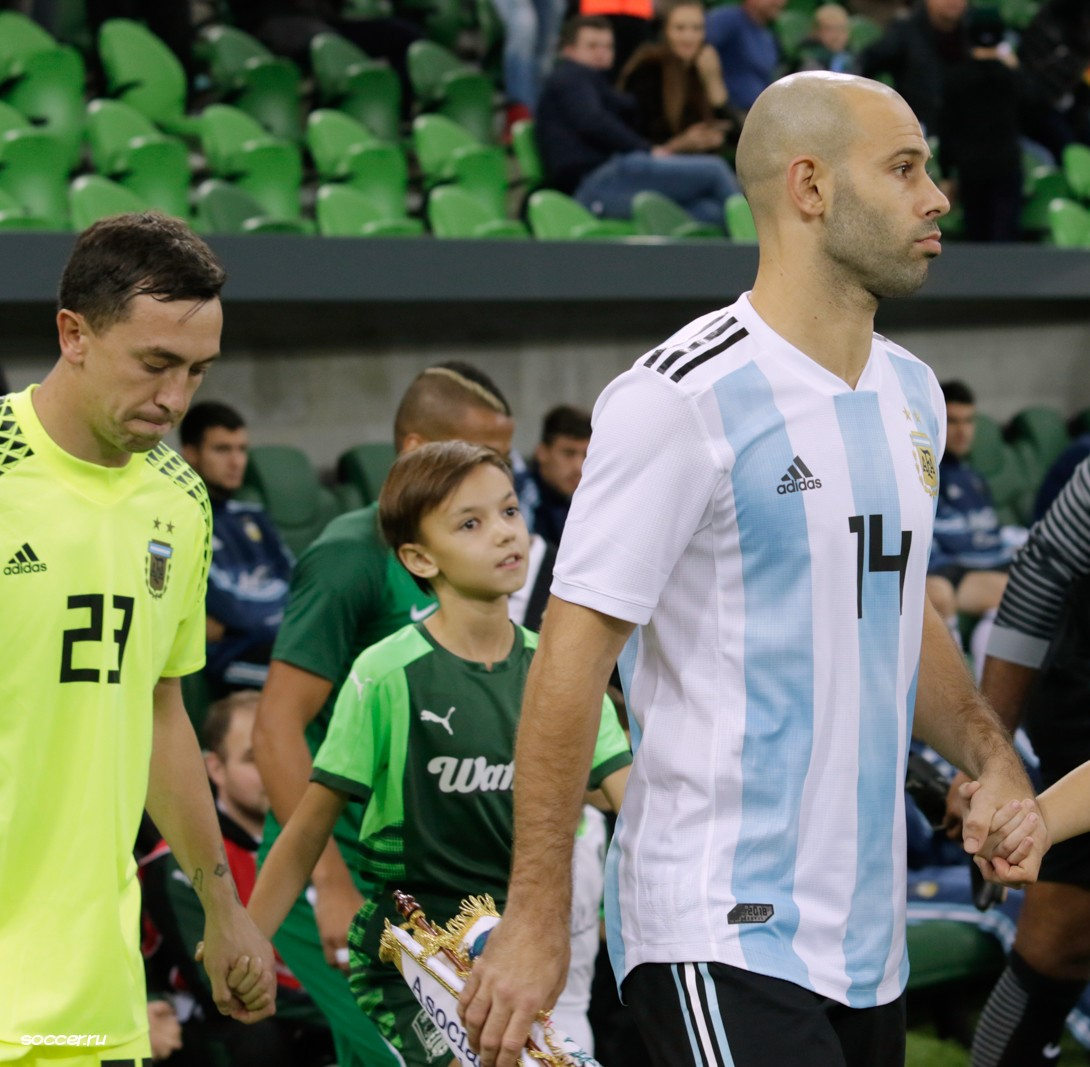
Marchesín (detrás de Javier Mascherano) en un encuentro de Argentina frente a Nigeria en un amistoso pre-mundialista.

Marchesín fue luego llamado en noviembre de 2017 por Jorge Sampaoli para disputar un partido amistoso frente a Nigeria en Rusia, siendo el portero titular en ausencia de Sergio Romero; Marchesín recibió cuatro goles por parte de los africanos. Pese a que Sampaoli le prometió un puesto en el equipo nacional de cara a la Copa Mundial de 2018, Marchesín fue finalmente excluido para la cita mundialista. Un año más tarde, en noviembre de 2018, Marchesín fue convocado por Lionel Scaloni para disputar dos cotejos amistosos ante México en territorio local; Marchesín participó en el primer partido como el guardameta titular, y logró desviar algunas pelotas providenciales provenientes de los delanteros rivales. Dicho encuentro finalizó con un resultado final de 2-0 para la Albiceleste. 
En 2021, fue citado nuevamente por Scaloni para la lista de los jugadores que formarían parte de la Copa América, a pesar de no disputar ningún minuto, el arquero se consagró campeón con el seleccionado que tenía como guardameta titular a Emiliano Martínez. En la era de Lionel Scaloni, el guardameta disputó cuatro partidos como arquero titular.

### Participaciones en Copa América
| Torneo            | Sede   | Resultado    | Partidos | Goles |
| ----------------- | ------ | ------------ | -------- | ----- |
| Copa América 2015 | Chile  | Subcampeón   | 0        | 0     |
| Copa América 2019 | Brasil | Tercer lugar | 0        | 0     |
| Copa América 2021 | Brasil | Campeón      | 0        | 0     |

## Estadísticas

### Clubes
Actualizado al último partido jugado el 17 de agosto de 2025.
| Club | Div.          | Temporada     | Liga  | Liga  | Liga  | Copas nacionales(1) | Copas nacionales(1) | Copas nacionales(1) | Copas internacionales(2) | Copas internacionales(2) | Copas internacionales(2) | Total(3) | Total(3) | Total(3) |
| Club | Div.          | Temporada     | Part. | G. R. | V. I. | Part.               | G. R.               | V. I.               | Part.                    | G. R.                    | V. I.                    | Part.    | G. R.    | V. I.    |
| --- | ------------- | ------------- | ----- | ----- | ----- | ------------------- | ------------------- | ------------------- | ------------------------ | ------------------------ | ------------------------ | -------- | -------- | -------- |
| C. A. Lanús Argentina |               |               |       |       |       |                     |                     |                     |                          |                          |                          |          |          |          |
| 1.ª | 2009          | 1             | 0     | 1     | —     | —                   | —                   | 1                   | 1                        | 0                        | 2                        | 1        | 1        |          |
| 1.ª | 2009-10       | 29            | 29    | 14    | —     | —                   | —                   | 6                   | 6                        | 2                        | 35                       | 35       | 16       |          |
| 1.ª | 2010-11       | 22            | 22    | 8     | —     | —                   | —                   | —                   | —                        | —                        | 22                       | 22       | 8        |          |
| 1.ª | 2011-12       | 36            | 30    | 15    | 0     | 0                   | 0                   | 10                  | 11                       | 4                        | 46                       | 41       | 19       |          |
| 1.ª | 2012-13       | 37            | 22    | 20    | 2     | 1                   | 1                   | —                   | —                        | —                        | 39                       | 23       | 21       |          |
| 1.ª | 2013-14       | 37            | 38    | 15    | 1     | 1                   | 0                   | 20                  | 14                       | 9                        | 58                       | 53       | 24       |          |
| 1.ª | 2014          | 16            | 19    | 5     | —     | —                   | —                   | 4                   | 8                        | 0                        | 20                       | 27       | 5        |          |
| Total club | Total club    | 178           | 160   | 78    | 3     | 2                   | 1                   | 41                  | 40                       | 15                       | 222                      | 202      | 94       |          |
| Santos Laguna · México |               |               |       |       |       |                     |                     |                     |                          |                          |                          |          |          |          |
| 1.ª | 2015          | 22            | 25    | 7     | 5     | 8                   | 1                   | —                   | —                        | —                        | 27                       | 33       | 8        |          |
| 1.ª | 2015-16       | 34            | 40    | 10    | —     | —                   | —                   | 8                   | 4                        | 5                        | 42                       | 44       | 15       |          |
| 1.ª | 2016          | 16            | 27    | 4     | 3     | 5                   | 0                   | —                   | —                        | —                        | 19                       | 32       | 4        |          |
| Total club | Total club    | 72            | 92    | 21    | 8     | 13                  | 1                   | 8                   | 4                        | 5                        | 88                       | 109      | 27       |          |
| América · México |               |               |       |       |       |                     |                     |                     |                          |                          |                          |          |          |          |
| 1.ª | 2017          | 17            | 19    | 8     | 6     | 10                  | 1                   | —                   | —                        | —                        | 23                       | 29       | 9        |          |
| 1.ª | 2017-18       | 42            | 44    | 13    | 3     | 0                   | 3                   | 5                   | 6                        | 1                        | 50                       | 50       | 17       |          |
| 1.ª | 2018-19       | 45            | 47    | 16    | 10    | 4                   | 7                   | 1                   | 0                        | 1                        | 56                       | 51       | 24       |          |
| 1.ª | 2019          | 2             | 2     | 1     | —     | —                   | —                   | —                   | —                        | —                        | 2                        | 2        | 1        |          |
| Total club | Total club    | 106           | 112   | 38    | 19    | 14                  | 11                  | 6                   | 6                        | 2                        | 131                      | 132      | 51       |          |
| F. C. Porto Portugal |               |               |       |       |       |                     |                     |                     |                          |                          |                          |          |          |          |
| 1.ª | 2019-20       | 31            | 19    | 18    | —     | —                   | —                   | 10                  | 17                       | 1                        | 41                       | 36       | 19       |          |
| 1.ª | 2020-21       | 33            | 26    | 16    | 1     | 0                   | 1                   | 9                   | 9                        | 5                        | 43                       | 35       | 22       |          |
| 1.ª | 2021-22       | 1             | 0     | 1     | 8     | 7                   | 3                   | —                   | —                        | —                        | 9                        | 7        | 4        |          |
| 1.ª | 2022-23       | —             | —     | —     | 1     | 0                   | 1                   | —                   | —                        | —                        | 1                        | 0        | 1        |          |
| Total club | Total club    | 65            | 45    | 35    | 10    | 7                   | 5                   | 19                  | 26                       | 6                        | 94                       | 78       | 46       |          |
| R. C. Celta de Vigo · España |               |               |       |       |       |                     |                     |                     |                          |                          |                          |          |          |          |
| 1.ª | 2022-23       | 19            | 29    | 6     | 1     | 2                   | 0                   | —                   | —                        | —                        | 20                       | 31       | 6        |          |
| 1.ª | 2023-24       | 0             | 0     | 0     | 1     | 1                   | 0                   | —                   | —                        | —                        | 1                        | 1        | 0        |          |
| Total club | Total club    | 19            | 29    | 6     | 2     | 3                   | 0                   | 0                   | 0                        | 0                        | 21                       | 32       | 6        |          |
| Grêmio F. B. P. A. · Brasil |               |               |       |       |       |                     |                     |                     |                          |                          |                          |          |          |          |
| 1.ª | 2024          | 28            | 32    | 8     | 10    | 8                   | 5                   | 8                   | 8                        | 3                        | 46                       | 48       | 16       |          |
| Total club | Total club    | 28            | 32    | 8     | 10    | 8                   | 5                   | 8                   | 8                        | 3                        | 46                       | 48       | 16       |          |
| C. A. Boca Juniors Argentina |               |               |       |       |       |                     |                     |                     |                          |                          |                          |          |          |          |
| 1.ª | 2025          | 21            | 14    | 10    | 1     | 2                   | 0                   | 5                   | 7                        | 0                        | 27                       | 23       | 10       |          |
| Total club | Total club    | 21            | 14    | 10    | 1     | 2                   | 0                   | 5                   | 7                        | 0                        | 27                       | 23       | 10       |          |
| Total carrera | Total carrera | Total carrera | 489   | 484   | 196   | 53                  | 49                  | 23                  | 87                       | 91                       | 31                       | 629      | 624      | 250      |
| (1) Incluye datos de Copa Argentina (2012-Act.); Campeón de Campeones (2015); Copa México (2015-19); Supercopa de México (2017); Copa de Portugal (2019-23); Copa del Rey (2023-24) y Copa de Brasil (2024). (2) Incluye datos de Copa Libertadores (2009-14, 2025); Copa Sudamericana (2011-14); Recopa Sudamericana (2014); Copa Suruga Bank (2014) y Liga de Campeones de la Concacaf (2015-18). (3) No incluye goles en partidos amistosos. |               |               |       |       |       |                     |                     |                     |                          |                          |                          |          |          |          |

### Selección de Argentina
Actualizado al último partido jugado el 11 de julio de 2021.
| Absoluta Argentina                                                                                           | 2010  | — | — | — | — | — | — | — | — | — | 0 | 0 | 0 | 0 | 0  | 0 |
| Absoluta Argentina                                                                                           | 2011  | — | — | — | — | — | — | — | — | — | 1 | 1 | 0 | 1 | 1  | 0 |
| Absoluta Argentina                                                                                           | 2014  | — | — | — | — | — | — | — | — | — | 1 | 0 | 1 | 1 | 0  | 1 |
| Absoluta Argentina                                                                                           | 2015  | 0 | 0 | 0 | 0 | 0 | 0 | — | — | — | 0 | 0 | 0 | 0 | 0  | 0 |
| Absoluta Argentina                                                                                           | 2017  | 0 | 0 | 0 | — | — | — | — | — | — | 1 | 4 | 0 | 1 | 4  | 0 |
| Absoluta Argentina                                                                                           | 2018  | — | — | — | — | — | — | — | — | — | 1 | 0 | 1 | 1 | 0  | 1 |
| Absoluta Argentina                                                                                           | 2019  | — | — | — | — | — | — | — | — | — | 3 | 3 | 1 | 3 | 3  | 1 |
| Absoluta Argentina                                                                                           | 2020  | 0 | 0 | 0 | — | — | — | — | — | — | 0 | 0 | 0 | 0 | 0  | 0 |
| Absoluta Argentina                                                                                           | 2021  | 1 | 2 | 0 | 0 | 0 | 0 | — | — | — | 0 | 0 | 0 | 1 | 2  | 0 |
| Total | Total | 1 | 2 | 0 | 0 | 0 | 0 | 0 | 0 | 0 | 7 | 8 | 3 | 8 | 10 | 3 |
| (1) Incluye datos de Clasificación para el Mundial 2018 (2015-17). (2) Incluye datos de Copa América (2015). |       |   |   |   |   |   |   |   |   |   |   |   |   |   |    |   |

#### Partidos internacionales
| 1. | 11 de marzo de 2011     | San Juan del Bicentenario, San Juan, Argentina   | Venezuela | 4-1 | Amistoso      |
| 2. | 14 de octubre de 2014   | Estadio Hong Kong, Hong Kong, China              | Hong Kong | 0-7 | Amistoso      |
| 3. | 14 de noviembre de 2017 | Estadio Krasnodar, Rusia                         | Nigeria   | 4-2 | Amistoso      |
| 4. | 16 de noviembre de 2018 | Mario Alberto Kempes, Argentina                  | México    | 2-0 | Amistoso      |
| 5. | 5 de septiembre de 2019 | Los Angeles Memorial Coliseum, Estados Unidos    | Chile     | 0-0 | Amistoso      |
| 6. | 9 de octubre de 2019    | Signal Iduna Park, Alemania                      | Alemania  | 2-2 | Amistoso      |
| 7. | 13 de octubre de 2019   | Estadio Martínez Valero, España                  | Ecuador   | 6-1 | Amistoso      |
| 8. | 21 de julio de 2021     | Estadio Metropolitano Roberto Meléndez, Colombia | Colombia  | 2-2 | Eliminatorias |

### Resumen estadístico
|                        | Partidos | G. R. | V. I. |
| ---------------------- | -------- | ----- | ----- |
| Liga                   | 468      | 470   | 186   |
| Copas nacionales       | 52       | 47    | 23    |
| Copas internacionales  | 82       | 84    | 31    |
| Selección de Argentina | 8        | 10    | 3     |
| Total                  | 610      | 611   | 243   |

## Palmarés

### Campeonatos estatales
| Título            | Club               | Estado             | Año  |
| ----------------- | ------------------ | ------------------ | ---- |
| Campeonato Gaúcho | Grêmio F. B. P. A. | Río Grande del Sur | 2024 |

### Títulos nacionales
| Título                | Equipo        | País      | Año    |
| --------------------- | ------------- | --------- | ------ |
| Primera División      | C. A. Lanús   | Argentina | A-2007 |
| Liga MX               | Santos Laguna | México    | C-2015 |
| Campeón de Campeones  | Santos Laguna | México    | 2015   |
| Liga MX               | América       | México    | A-2018 |
| Copa MX               | América       | México    | 2019   |
| Campeón de Campeones  | América       | México    | 2019   |
| Primeira Liga         | F. C. Porto   | Portugal  | 2020   |
| Copa de Portugal      | F. C. Porto   | Portugal  | 2020   |
| Supercopa de Portugal | F. C. Porto   | Portugal  | 2020   |
| Primeira Liga         | F. C. Porto   | Portugal  | 2022   |
| Copa de Portugal      | F. C. Porto   | Portugal  | 2022   |
| Supercopa de Portugal | F. C. Porto   | Portugal  | 2022   |

### Títulos internacionales
| Título            | Equipo (*)             | Sede   | Año  |
| ----------------- | ---------------------- | ------ | ---- |
| Copa Sudamericana | C. A. Lanús            | Lanús  | 2013 |
| Copa América      | Selección de Argentina | Brasil | 2021 |

(*) Incluyendo la selección.

### Distinciones individuales
| Distinción                              | Año        |
| --------------------------------------- | ---------- |
| Premio Ubaldo Matildo Fillol            | 2012       |
| Incluido en el Once Ideal de la Liga MX | 2015, 2017 |
| Mejor Jugador de la Liga MX             | 2015       |
| Mejor Portero de la Liga MX             | 2016, 2019 |
| Mejor Portero de la Primeira Liga       | 2020       |